# Alfonso Novoa
Alfonso Novoa (fl. XX secolo) è stato un militare e allenatore di calcio colombiano.

## Biografia
Era un tenente delle forze armate.

## Carriera

### Allenatore
Fu il primo commissario tecnico della Nazionale colombiana di calcio. Guidò la selezione ai IV Giochi centramericani e caraibici, tenutisi a Panama, sedendo in panchina per la prima volta il 10 febbraio 1938. Benché Novoa fosse l'allenatore, a effettuare le convocazioni fu Efraín Borrero. Dopo 5 partite con 2 vittorie e 3 sconfitte, Novoa lasciò l'incarico il 23 febbraio 1938; a succedergli fu Fernando Paternoster, argentino, che divenne il primo CT straniero della Nazionale colombiana. Una volta terminato il periodo alla guida della Nazionale, Novoa non allenò più.